# Uberto Gambara
Uberto Gambara (Bréscia, 1493 - Roma, 14 de fevereiro de 1549) foi um cardeal do século XVII.

## Biografia
Nasceu em Bréscia em 23 de janeiro de 1489. O mais velho dos sete filhos de Gianfrancesco Gambara e Alda Pio di Carpi. Tio dos Cardeais Gianfrancesco Gambara (1561); e Girolamo di Corregio (1561).
Estudou as disciplinas liberais (não foram encontradas mais informações educacionais).
Destinado ao estado eclesiástico aos 10 anos, foi nomeado reitor de Verolanuova di Brescia e capelão de S.Giacomo em 1502. Seguiu a carreira militar por um breve período, com seu irmão Brunoro, juntando-se às tropas francesas contra Brescia; mais tarde, reingressou no estado eclesiástico, mais por ambição do que por vocação. Foi a Roma durante o pontificado do Papa Leão Anunciador na Inglaterra, 1527; em 15 de dezembro de 1527, levou ao Papa Clemente VII a carta do cardeal Thomas Wolsey, arcebispo de York e legado na Inglaterra, na qual o cardeal desejava ser investido de amplos poderes com a esperança secreta de poder anular o casamento do Rei Henrique VIII com a Rainha Catarina de Aragão e celebrar as núpcias com Ana Bolena. Durante a prisão do Papa Clemente VII pelas tropas imperiais em 1527, ele foi a Paris para obter assistência militar para garantir a libertação do pontífice. Governador de Bolonha, 1528-1533; compareceu à coroação do Sacro Imperador Romano Carlos V naquela cidade. Clérigo da Câmara Apostólica.
Eleito bispo de Tortona em 8 de maio de 1528. Consagrado em fevereiro de 1533, Bolonha, por Giovanni Matteo Giberti, bispo de Verona. Nomeado vigário de Roma em 1539.
Criado cardeal sacerdote no consistório de 19 de dezembro de 1539; recebeu o chapéu vermelho e o título de S. Silvestro in Capite, 28 de janeiro de 1540. Optou pelo título de S. Martino ai Monti, 23 de março de 1541. Administrador da sé de Policastro, 9 de janeiro de 1542; renunciou à administração, 7 de junho de 1543. Legado em Parma e Piacenza, 27 de janeiro de 1542 até 5 de março de 1544. Optou pelo título de S. Apollinare, 15 de fevereiro de 1542. Optou pelo título de S. Crisogono, 17 de outubro. , 1544. Camerlengo do Sagrado Colégio dos Cardeais, 9 de janeiro de 1545 a 8 de janeiro de 1546. Retornou da França a Roma, 16 de dezembro de 1547. Renunciou ao governo da sé em favor de seu parente Cesare Gambara, 22 de março de 1548 Retornou de Gênova a Roma em 5 de janeiro de 1549. Ele próprio um homem de letras , foi esplêndido com todos os homens de letras e doou seu Directorium Inquisitorium à corte papal.
Morreu em Roma em 14 de fevereiro de 1549. Os seus restos mortais foram transferidos para Brescia e sepultados na igreja de S. Maria delle Grazie